# Causey Park
Causey Park är en ort i civil parish Tritlington and West Chevington, i grevskapet Northumberland i England. Orten är belägen 9 km från Morpeth. Causey Park var en civil parish 1866–1955 när det uppgick i Tritlington. Civil parish hade 49 invånare år 1951.